# Kawęczyn (Warszawa)
Kawęczyn – osiedle w dzielnicy Rembertów w Warszawie. Wchodzi w skład obszaru Miejskiego Systemu Informacji Kawęczyn-Wygoda.

## Historia
Wieś Kawenczyn należała w latach 1867–1939 do gminy Wawer w powiecie warszawskim. W 1921 roku wieś Kawenczyn liczyła 416 mieszkańców, a osada fabryczna Kawenczyn 563 mieszkańców.
20 października 1933 utworzono gromadę Kawenczyn w granicach gminy Wawer, składającą się ze wsi Kawenczyn.
1 kwietnia 1939 Kawenczyn włączono do nowo utworzonego miasta Rembertów.
1 kwietnia 1957 miasto Rembertów, wraz z Kawęczynem, włączono do Warszawy.
Na Kawęczynie dominuje zabudowa przemysłowa, m.in. znajduje się tam Ciepłownia Kawęczyn.